# وایکینگ لاین
وایکینگ لاین (انگلیسی: Viking Line) شرکت ترابری فنلاندی است، که در سال ۱۹۶۳ تأسیس شد.